# René Twerenbold
René Twerenbold (Biel, 18 juni 1945) is een Zwitsers, componist, muziekleraar, klarinettist, saxofonist en pianist.

## Levensloop
Twerenhold ging na zijn muziekstudie als leraar aan de muziekscholen Zug, in het gelijknamige kanton in Zwitserland en aan de muziekschool in  Steinhausen. Hij is docent voor klarinet en dirigent van de Kadettenmusik Zug. Twerenhold was ook lid van de Feldmusik Sarnen een bekend muziekkorps van het Zwitserse leger. Twerenhold heeft ook een Big-Band opgericht, die in Zwitserland heel bekend is.
Als componist schreef hij werken voor harmonieorkest en Big-Band.

## Composities

### Werken voor harmonieorkest
- 1983 Der Hägglinger, mars
- Bremgarten
- Frictions for Band

### Werken voor Big-Band
- Compressing the Blues
- Finale
- Jodok sodo
- Salvation, Blues
- So long, lonely Bone